# 直交関数列
数学において直交関数列（ちょっこうかんすうれつ、英: orthogonal functions）とは互いに直交する関数列の事である。

## 定義
区間 (α, β) (−∞ ≤ α < β ≤ ∞) 上で定義された複素数値関数 f(x), g(x) に対し
{\displaystyle \langle f,g\rangle =\int _{\alpha }^{\beta }f(x)g^{\ast }(x)\,dx}
は、積分が有限値として存在するならば、内積となる。
(α, β) 上の複素値関数の列 {φn(x)} が、この内積に対し、互いに直交し、
{\displaystyle \langle \phi _{m},\phi _{n}\rangle =\int _{\alpha }^{\beta }\phi _{m}(x)\phi _{n}^{\ast }(x)\,dx=0\quad (m\neq n)}
であるとき、直交関数列であるという。
特に直交関数列のうち、ノルムが 1、すなわち
{\displaystyle \|\phi \|^{2}=\int _{\alpha }^{\beta }|\phi _{n}(x)|^{2}\,dx=1}
であるものものを正規直交関数列という。
また、実数値関数の列 {φn(x )} とある関数 w(x) ≥ 0  に対し、{(w(x))1/2φn(x)} が直交関数列をなし、
{\displaystyle \int _{\alpha }^{\beta }\phi _{m}(x)\phi _{n}(x)w(x)\,dx=0\quad (m\neq n)}
であるとき、この関数列を重み（荷重）w(x) の直交関数列という。

## 例

### 三角関数形
余弦関数系
1と余弦関数による列{1, cosx, cos2x, cos3x,…}は区間 [0, π] で直交関数系を成す。
- {\displaystyle \int _{0}^{\pi }1\,dx=\pi }

- {\displaystyle \int _{0}^{\pi }1\cdot \cos {nx}\,dx=0\quad (n=1,2,\dots )}

- {\displaystyle \int _{0}^{\pi }\cos {mx}\cdot \cos {nx}\,dx={\frac {\pi }{2}}\delta _{mn}\quad (m,n=1,2,\dots )}

正弦関数系
正弦関数による列 {sinx, sin2x, sin3x,…} は区間 [0, π] で直交関数系を成す。
- {\displaystyle \int _{0}^{\pi }\sin {mx}\cdot \sin {nx}\,dx={\frac {\pi }{2}}\delta _{mn}\quad (m,n=1,2,\dots )}

三角関数系
{1, cosx, sinx, cos2x, sin2x,…} は [-π, π] で直交関数系を成す。
- {\displaystyle \int _{-\pi }^{\pi }1\,dx=2\pi }

- {\displaystyle \int _{-\pi }^{\pi }\cos {mx}\cdot \cos {nx}\,dx=\int _{-\pi }^{\pi }\sin {mx}\cdot \sin {nx}\,dx=\pi \delta _{mn}\quad (m,n=1,2,\dots )}

- {\displaystyle \int _{-\pi }^{\pi }1\cdot \cos {nx}\,dx=\int _{-\pi }^{\pi }1\cdot \sin {nx}\,dx=0\quad (n=1,2,\dots )}

- {\displaystyle \int _{-\pi }^{\pi }\cos {mx}\cdot \sin {nx}\,dx=0\quad (m,n=1,2,\dots )}

### 直交多項式

#### エルミート多項式
関係式
{\displaystyle H_{n}(x)=(-1)^{n}e^{x^{2}/2}{\frac {d^{n}}{dx^{n}}}e^{-x^{2}/2}\quad (n=0,1,2,\dots )}　　
で定義されるエルミート多項式は区間 (−∞, ∞) 上の重み e−x2/2 の直交関数系であり、
{\displaystyle \int _{-\infty }^{\infty }e^{-x^{2}/2}H_{m}(x)H_{n}(x)\,dx=n!{\sqrt {2\pi }}\delta _{mn}\quad (m,n=0,1,2,\dots )}　　
を満たす。

#### ルジャンドル多項式
関係式
{\displaystyle P_{n}(x)={\frac {1}{2^{n}n!}}{\frac {d^{n}}{dx^{n}}}(x^{2}-1)^{n}\quad (n=0,1,2,\dots )}　　
で定義されるルジャンドル多項式は区間 [−1, 1] 上の直交関数系であり、
{\displaystyle \int _{-1}^{1}P_{m}(x)P_{n}(x)\,dx={\frac {2}{2n+1}}\delta _{mn}\quad (m,n=0,1,2,\dots )}　　
を満たす。

#### ラゲール多項式
関係式
{\displaystyle L_{n}(x)={\frac {e^{x}}{n!}}{\frac {d^{n}}{dx^{n}}}(x^{n}e^{-x})\quad (n=0,1,2,\dots )}　　
で定義されるラゲール多項式は区間 [0, ∞) 上の重み e−x の直交関数系を成し、
{\displaystyle \int _{0}^{\infty }e^{-x}L_{m}(x)L_{n}(x)\,dx=\delta _{mn}\quad (m,n=0,1,2,\dots )}　　
を満たす。

#### チェビシェフ多項式
関係式
{\displaystyle T_{n}(x)=\cos {(n\operatorname {arccos} x)}\quad (n=0,1,2,\dots )}　　
で定義されるチェビシェフ多項式は区間 [−1, 1] 上の重み (1 − x2)−1/2 の直交関数系を成し、
{\displaystyle \int _{-1}^{1}{\frac {1}{\sqrt {1-x^{2}}}}T_{m}(x)T_{n}(x)\,dx={\frac {\pi }{2}}\delta _{mn}\quad (m,n=0,1,2,\dots )}　　
を満たす。

#### ゲーゲンバウアー多項式
関係式
{\displaystyle C_{n}^{(\alpha )}(x)={\frac {(-2)^{n}}{n!}}{\frac {\Gamma (n+\alpha )\Gamma (n+2\alpha )}{\Gamma (\alpha )\Gamma (2n+2\alpha )}}(1-x^{2})^{-\alpha +1/2}{\frac {d^{n}}{dx^{n}}}\left[(1-x^{2})^{n+\alpha -1/2}\right]}　　
で定義されるゲーゲンバウアー多項式は区間 [−1, 1] 上の重み (1 − x2)α − 1/2 の直交関数系を成し、
{\displaystyle \int _{-1}^{1}(1-x^{2})^{\alpha -{\frac {1}{2}}}C_{m}^{(\alpha )}(x)C_{n}^{(\alpha )}(x)\,dx={\frac {\pi 2^{1-2\alpha }\Gamma (n+2\alpha )}{n!(n+\alpha )[\Gamma (\alpha )]^{2}}}\delta _{mn}\quad (m,n=0,1,2,\dots )}　　
を満たす。

## 完備関数列
直交関数列で、
{\displaystyle \int _{\alpha }^{\beta }f(x)e_{n}(x)dx=0\quad (n=1,2,\dots )\quad \Longrightarrow \quad f(x)=0}
となるもののことを言う。

### 例
{\displaystyle \{1,\cos(x),\cos(2x),\cos(3x),\dots ,\sin(x),\sin(2x),\sin(3x),\dots \}} （三角関数列）